# Ali Nasir Muhammad
Ali Nasir Muhammad Husani (em árabe: علي ناصر محمد الحسني; nascido em 1939) foi por duas vezes presidente do Iêmen do Sul. Ele atuou como Presidente do Conselho Presidencial de 26 de junho de 1978 a 27 de dezembro de 1978. Em abril de 1980, o presidente do Iêmen do Sul, Abdul Fattah Ismail, renunciou e partiu para o exílio. Seu sucessor foi Ali Nasir Muhammad que assumiu uma postura menos intervencionista em direção tanto ao Iêmen do Norte como ao vizinho Omã. Em 13 de janeiro de 1986, uma violenta batalha começou em Adém entre partidários de Ali Nasir e simpatizantes de Ismail que havia retornado. (Ver: Guerra Civil do Iêmen do Sul) Os combates duraram mais de um mês e resultaram em milhares de mortes, na queda de Ali Nasir, e na morte Ismail.  Cerca de 60.000 pessoas, incluindo o deposto Ali Nasir, fugiram para o Iêmen do Norte. Ele foi sucedido por Haidar Abu Bakr al-Attas.

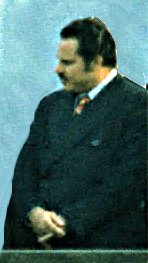
Ali Nasir (direita) como primeiro-ministro do Iêmen do Sul em Berlim Oriental, 1978

Durante a Guerra Civil do Iêmen de 1994, ele pressionou seus partidários para atuar ao lado das forças do governo de Saná e contra a então restabelecida República Democrática do Iêmen, buscando vingança pela sua destituição. A secessão do sul foi reprimida em julho de 1994, após a rendição de baluartes em Adém e Mucala.
O ex-presidente tornou-se uma figura de oposição durante a Revolta Iemenita de 2011, sendo nomeado para um conselho de transição de 17 membros destinado por algumas facções anti-governo a governar o Iêmen durante uma eventual transição do regime autoritário liderado pelo presidente Ali Abdullah Saleh para uma democracia plural. Esse conselho era a principal coalizão de oposição, que também apoiou a remoção de Saleh do poder e uma transição para a democracia.